# Mannschaftskader der polnischen Mannschaftsmeisterschaft im Schach 1948
Die Liste der Mannschaftskader der polnischen Mannschaftsmeisterschaft im Schach 1948 enthält alle Spieler, die in der polnischen Mannschaftsmeisterschaft im Schach 1948 mindestens einmal eingesetzt wurden.

## Allgemeines
Łódź, Gdańsk und Szczecin setzten in allen Runden die gleichen sechs Spieler ein, während bei Wrocław zehn Spieler mindestens eine Partie spielten. Insgesamt kamen 89 Spieler zum Einsatz, von denen 35 an allen Wettkämpfen teilnahmen.
Punktbeste Spieler waren Natan Borowski (Warszawa), Edward Arłamowski (Kraków) und Stanisław Górkiewicz (Gdańsk) mit je 9 Punkten aus 11 Partien. Kein Spieler erreichte 100 %, das prozentual beste Ergebnis gelang Stefan Leśniak (Wrocław) mit 6 Punkten aus 7 Partien.

## Legende
Die nachstehenden Tabellen enthalten folgende Informationen:
- Nr.: Ranglistennummer
- Pkt.: Anzahl der erreichten Punkte
- Partien: Anzahl der gespielten Partien

## Kraków
| Nr. | Name               | Pkt. | Partien |
| --- | ------------------ | ---- | ------- |
| 1   | Bogdan Śliwa       | 5    | 11      |
| 2   | Alfred Tarnowski   | 6    | 11      |
| 3   | Edward Arłamowski  | 9    | 11      |
| 4   | Tadeusz Ciejka     | 7    | 10      |
| 5   | Zbigniew Tarkowski | 6    | 9       |
| 6   | Kazimierz Gdański  | 6,5  | 9       |
| 7   | Andrzej Kwilecki   | 2,5  | 4       |
| 8   | Henryk Swinarski   |      |         |
| 9   | Eugeniusz Tkacz    |      |         |

## Pomorze
| Nr. | Name                | Pkt. | Partien |
| --- | ------------------- | ---- | ------- |
| 1   | Antoni Jurkiewicz   | 6,5  | 11      |
| 2   | Henryk Szapiel      | 5,5  | 11      |
| 3   | Sergiusz Czerniakow | 4    | 9       |
| 4   | Wacław Nowacki      | 6,5  | 10      |
| 5   | Jan Kowalski        | 6,5  | 10      |
| 6   | Feliks Chybicki     | 5,5  | 9       |
| 7   | Bogdan Burdelak     | 2,5  | 3       |
| 8   | Witold Górny        |      |         |

## Warszawa
| Nr. | Name                  | Pkt. | Partien |
| --- | --------------------- | ---- | ------- |
| 1   | Stanisław Gawlikowski | 4,5  | 11      |
| 2   | Natan Borowski        | 9    | 11      |
| 3   | M. Granowski          | 7    | 11      |
| 4   | Stefan Zapolski       | 5    | 11      |
| 5   | Czesław Krulisch      | 7,5  | 11      |
| 6   | Janusz Szukszta       | 4,5  | 7       |
| 7   | Arno Gayer            |      |         |

## Wrocław
| Nr. | Name               | Pkt. | Partien |
| --- | ------------------ | ---- | ------- |
| 1   | Czesław Błaszczak  | 6    | 9       |
| 2   | Janusz Chądzyński  | 1    | 9       |
| 3   | Paweł Goldminc     | 3,5  | 8       |
| 4   | Mieczysław Gałęcki | 3,5  | 7       |
| 5   | Juliusz Jaszczuk   | 7,5  | 10      |
| 6   | Franciszek Major   | 0    | 1       |
| 7   | Stefan Leśniak     | 6    | 7       |
| 8   | Antoni Waleń       | 2    | 4       |
| 9   | Stefan Fluder      | 6    | 9       |
| 10  | Sadowski           |      |         |

## Łódź
| Nr. | Name                  | Pkt. | Partien |
| --- | --------------------- | ---- | ------- |
| 1   | Kazimierz Makarczyk   | 8,5  | 11      |
| 2   | Stanisław Kwapisz     | 6    | 11      |
| 3   | Konstanty Wróblewski  | 2,5  | 11      |
| 4   | Mieczysław Rydel      | 5    | 11      |
| 5   | Władysław Leszczyński | 7,5  | 11      |
| 6   | K. Uzarski            | 6,5  | 11      |

## Poznań
| Nr. | Name               | Pkt. | Partien |
| --- | ------------------ | ---- | ------- |
| 1   | Roman Tylkowski    | 3,5  | 11      |
| 2   | Adam Mięsowicz     | 6,5  | 11      |
| 3   | Leon Widermański   | 5,5  | 10      |
| 4   | Roman Kaszowski    | 0,5  | 3       |
| 5   | Bolesław Rożański  | 3,5  | 5       |
| 6   | Bernard Stróżniak  | 2,5  | 7       |
| 7   | Stanisław Siadak   | 2,5  | 6       |
| 8   | Kazimierski        | 6,5  | 9       |
| 9   | Borys Wierzejewski | 2    | 4       |

## Gdańsk
| Nr. | Name                  | Pkt. | Partien |
| --- | --------------------- | ---- | ------- |
| 1   | Jerzy Dreszer         | 6,5  | 11      |
| 2   | Bronisław Sulik       | 6    | 11      |
| 3   | Henryk Malinowski     | 2,5  | 11      |
| 4   | Stanisław Górkiewicz  | 9    | 11      |
| 5   | Sotero Wismont        | 3    | 11      |
| 6   | Stanisław Szczepaniec | 4,5  | 11      |

## Częstochowa
| Nr. | Name             | Pkt. | Partien |
| --- | ---------------- | ---- | ------- |
| 1   | Alfred Czarnota  | 6,5  | 11      |
| 2   | Bogdan Puczyński | 2,5  | 11      |
| 3   | Józef Jemielita  | 8    | 11      |
| 4   | Henryk Borkowski | 5    | 11      |
| 5   | Izdebski         | 3,5  | 9       |
| 6   | Marian Wieczorek | 6    | 11      |
| 7   | Stanisław Szeląg |      |         |

## Katowice
| Nr. | Name                 | Pkt. | Partien |
| --- | -------------------- | ---- | ------- |
| 1   | Emanuel Byrtek       | 4,5  | 11      |
| 2   | Wiktor Balcarek      | 6,5  | 11      |
| 3   | Feliks Zakrzewski    | 2    | 7       |
| 4   | Ludwik Karch         | 5,5  | 11      |
| 5   | Zbigniew Bolesławski | 5    | 11      |
| 6   | Henryk Śliwiński     | 5,5  | 11      |
| 7   | Roman Bąk            | 1,5  | 4       |

## Cieszyn
| Nr. | Name                | Pkt. | Partien |
| --- | ------------------- | ---- | ------- |
| 1   | Jan Kukuczka        | 4,5  | 11      |
| 2   | Rudolf Pieprzyk     | 4,5  | 11      |
| 3   | Jan Rusek           | 8    | 11      |
| 4   | Aleksander Kluż     | 4    | 11      |
| 5   | Franciszek Wenglorz | 4    | 11      |
| 6   | Kunz                | 2    | 5       |
| 7   | Karol Kałuża        |      |         |

## Białystok
| Nr. | Name                | Pkt. | Partien |
| --- | ------------------- | ---- | ------- |
| 1   | Edward Radziszewski | 6,5  | 11      |
| 2   | Henryk Kołomecki    | 8,5  | 11      |
| 3   | Zawarczyński        | 2,5  | 9       |
| 4   | Jan Szurkawski      | 4,5  | 9       |
| 5   | Zbigniew Cylwik     | 1    | 10      |
| 6   | Grodzki             | 2,5  | 9       |
| 7   | Dziakowski          |      |         |

## Szczecin
| Nr. | Name               | Pkt. | Partien |
| --- | ------------------ | ---- | ------- |
| 1   | Wacław Łuczynowicz | 3,5  | 11      |
| 2   | Tadeusz Gniot      | 2,5  | 11      |
| 3   | Roman Jacewicz     | 3    | 11      |
| 4   | Kamil Wendeker     | 5,5  | 11      |
| 5   | Kaftal             | 3    | 11      |
| 6   | Kadej              | 3,5  | 11      |